# حلاة الجله (القويعية)
حلاة الجله، هي قرية من فئة (ب) تقع في محافظة القويعية، والتابعة لمنطقة الرياض في السعودية. وتبعد حلاة الجله عن محافظة القويعية بمسافة تقارب (20) كم.